# Frailea pumila
Frailea pumila (Lem.) Britton & Rose es una especie  de planta fanerógama de la familia Cactaceae.

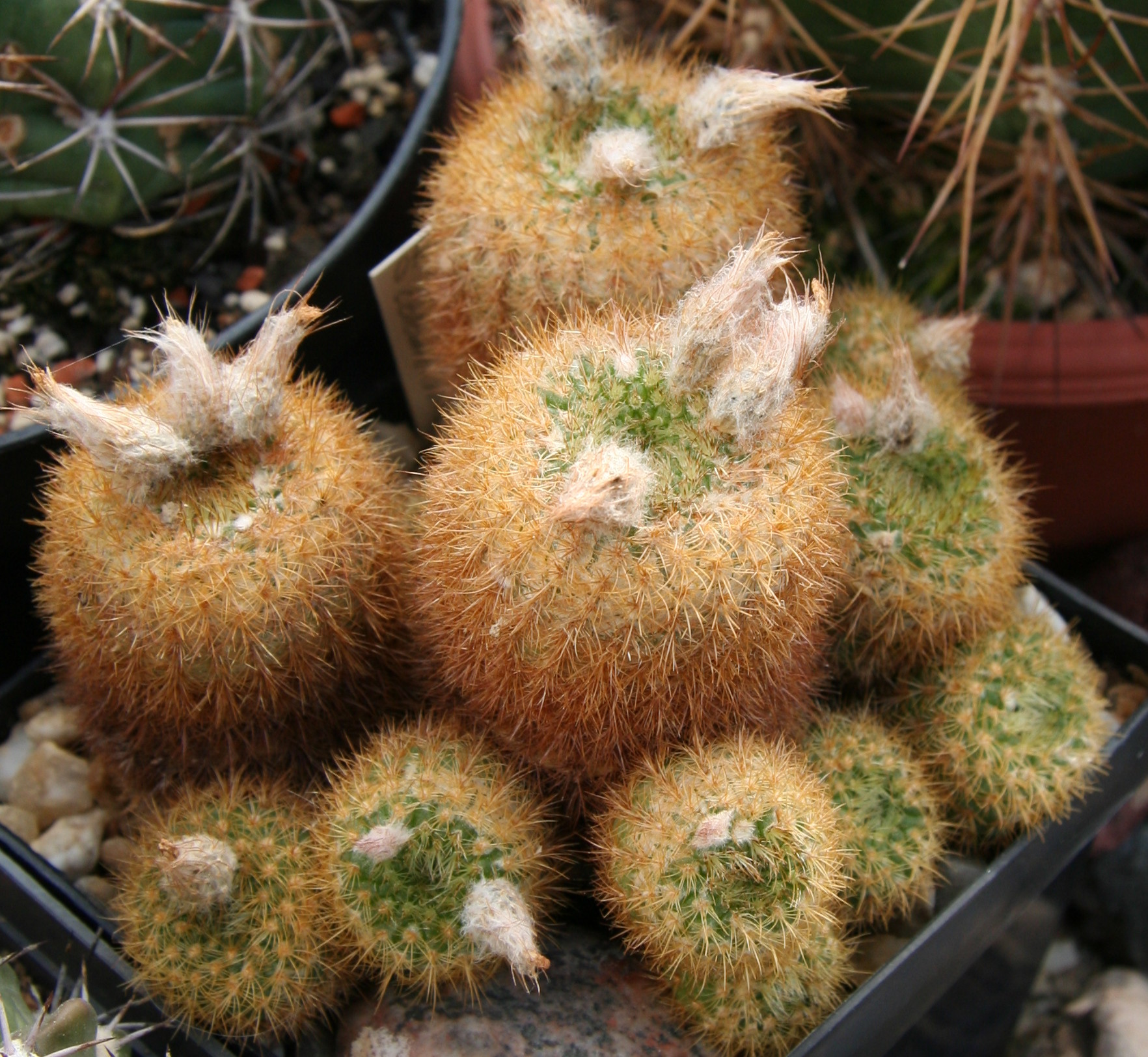
Vista de la planta

## Distribución
Es endémica de Argentina, Brasil, Uruguay y Paraguay. Es una especie rara en las colecciones.

## Descripción
Frailea pumila crece sobre todo como tallo globoso, esférico, de color verde oscuro, convirtiéndose en cuerpos rojizas con un ápice deprimido, forma grupos. El diámetro del cuerpo alcanza los 2-5 cm. Las costillas 13 a 20 se dividen con el tiempo en hendiduras. Las espinas de color marrón amarillento, muy finas y esponjosas, de 1 a 5 mm de largo son difíciles de diferenciar entre las espinas centrales y radiales. Las espinas centrales 1-3 están extendidas, y las 9-14 espinas radiales son  erizadas y se encuentran en la superficie. Las flores son amarillas y miden hasta 2 cm de largo. Los frutos son de color verde.

## Taxonomía
EFrailea pumila fue descrita por (Lem.) Britton & Rose y publicado en The Cactaceae; descriptions and illustrations of plants of the cactus family 3: 209–210, f. 223. 1922.
Etimología
Frailea: nombre genérico otorgado en honor del español Manuel Fraile.
pumila epíteto latino que significa "enana".
Sinonimia
- Echinocactus pumilus
- Echinocactus colombianus
- Frailea colombiana
- Frailea carminifilamantosa
- Frailea chrysacantha
- Frailea hlineckyana
- Frailea jajoiana
- Frailea deminuta
- Frailea albiareolata[4]